# Antoine Frédéric Ozanam
Antoine Frédéric Ozanam (Milão, 23 de abril de 1813 — Marselha, 8 de setembro de 1853), também conhecido como Frédéric Ozanam (em português: Frederico Ozanam), é um beato católico, foi um intelectual e ativista, doutor em direito e letras, além de fundador da Sociedade de São Vicente de Paulo. Foi beatificado pelo papa João Paulo II em 1997.

## Biografia
Ozanam nasceu em Milão, em 23 de Abril de 1813, o quinto filho de entre os catorze filhos do casal Antoine Ozanam. Seu pai, Jean-Antoine, era um médico oficial do exército napoleônico, o que lhe rendeu grande prestígio social. Além disso, Jean-Antoine era um exemplo de caridade cristã, cuidava gratuitamente de pessoas humildes que não tinham como pagar pelos cuidados médicos. A sua família tinha raízes judias, vivendo na região de Lyon há várias gerações. O seu bisavô, Jacques Ozanam (1640-1717), fora um importante matemático.

### Formação
Quando tinha dois anos (1815) mudou-se com a família para Lyon, onde inicia a sua educação. Aí foi fortemente influenciado por um dos seus professores, o abade Noirot, o qual despertou nele um conservadorismo católico que o acompanharia por toda a vida. Estudante e leitor insaciável, aos 17 anos conhece várias línguas: grego, latim, italiano e alemão, e inicia um curso de hebraico e sânscrito. Logo em 1831 publicou um panfleto contra as ideias simonistas defendidas por Claude Henri de Rouvroy, conde de Saint-Simon, o qual atraiu a atenção de Alphonse de Lamartine.
No ano seguinte partiu para Paris para estudar Direito, tendo aí gozado do apoio da família de André-Marie Ampère e, através dela, travado conhecimento com François-René de Chateaubriand, Jean-Baptiste Henri Lacordaire, Charles Forbes René de Montalembert e outros intelectuais ligados ao neocatolicismo francês. Frederico chegou a ser porta-voz de um círculo literário estudantil chamado "Conferência de história", onde se dedicava para moderar os debates sobre religião e política. Ainda como estudante colaborou com vários jornais e revistas, destacando-se o seu empenho na Tribune Catholique, que a partir de 1 de novembro de 1833 passou a ser designado como L'Univers.

### Carreira
Em 1833, Auguste Le Taillandier, um dos amigos de Frederico Ozanam, o havia sugerido que argumentos retóricos sobre história, literatura e filosofia não os conduziriam a nenhum lugar, e que os membros da Conferência de História deveriam passar de simples diálogo para ações práticas de caridade. Le Taillandier era frequentador da Conferência e, ao contrário de Ozanam, raramente discursava. Ozanam abraçou a ideia afetuosamente e, após um debate contra socialistas, anunciou a intenção de realizar a sugestão.
Certa tarde, depois de sair vencedor de um debate com um estudante socialista sobre o compromisso social dos católicos, anuncia a um amigo a intenção de realizar finalmente um projecto, que há tempo lhe era muito querido: uma «Conferência de caridade», uma associação de beneficência para a assistência dos pobres, «a fim de pôr em prática o nosso catolicismo».
Assim, com apenas 20 anos, em conjunto com outros seis jovens, fundou em maio de 1833 a Conferência da Caridade. Em 1834 a conferência já contava com mais de cem jovens e, a partir de 1835 o grupo teria a sua regra oficial e passaria a ser oficialmente designada como Sociedade de São Vicente de Paulo. Em 1841, a Sociedade possui aproximadamente 10.000 membros, em 133 cidades; ela foi estabelecida na Inglaterra, na Escócia, na Irlanda, na Bélgica e, na Itália. Atualmente a Sociedade está ativa em aproximadamente 150 países diferentes ao redor do mundo, e o número continua crescendo.
Ozanam recebeu o grau de doutor em Direito no ano de 1836 e em 1839 o de doutor em letras com uma dissertação sobre Dante, a qual seria o embrião de uma das suas melhores obras.
Um ano depois foi nomeado professor de Direito Comercial em Lyon e em 1840 foi nomeado professor auxiliar de literatura estrangeira na Universidade de Sorbonne, fixando-se em Paris e iniciando aí uma intensa carreira académica e jornalística. Casou em junho de 1841 com Amélie Soulacroix, de Lyon, tendo visitado a Itália na sua lua-de-mel. Deste casamento nasce sua filha, Maria, em 1845.
Aos 27 anos foi suplente de Claude Fauriel na cadeira de Literatura Estrangeira na Sorbonne. Com a morte deste mestre e amigo, em 1844, Ozanam sucedeu-lhe como catedrático de literatura estrangeira da Sorbonne. Apesar de muito ocupado, face às exigências acadêmicas do lugar que ocupava, manteve as suas visitas regulares como confrade da Sociedade de São Vicente de Paulo.

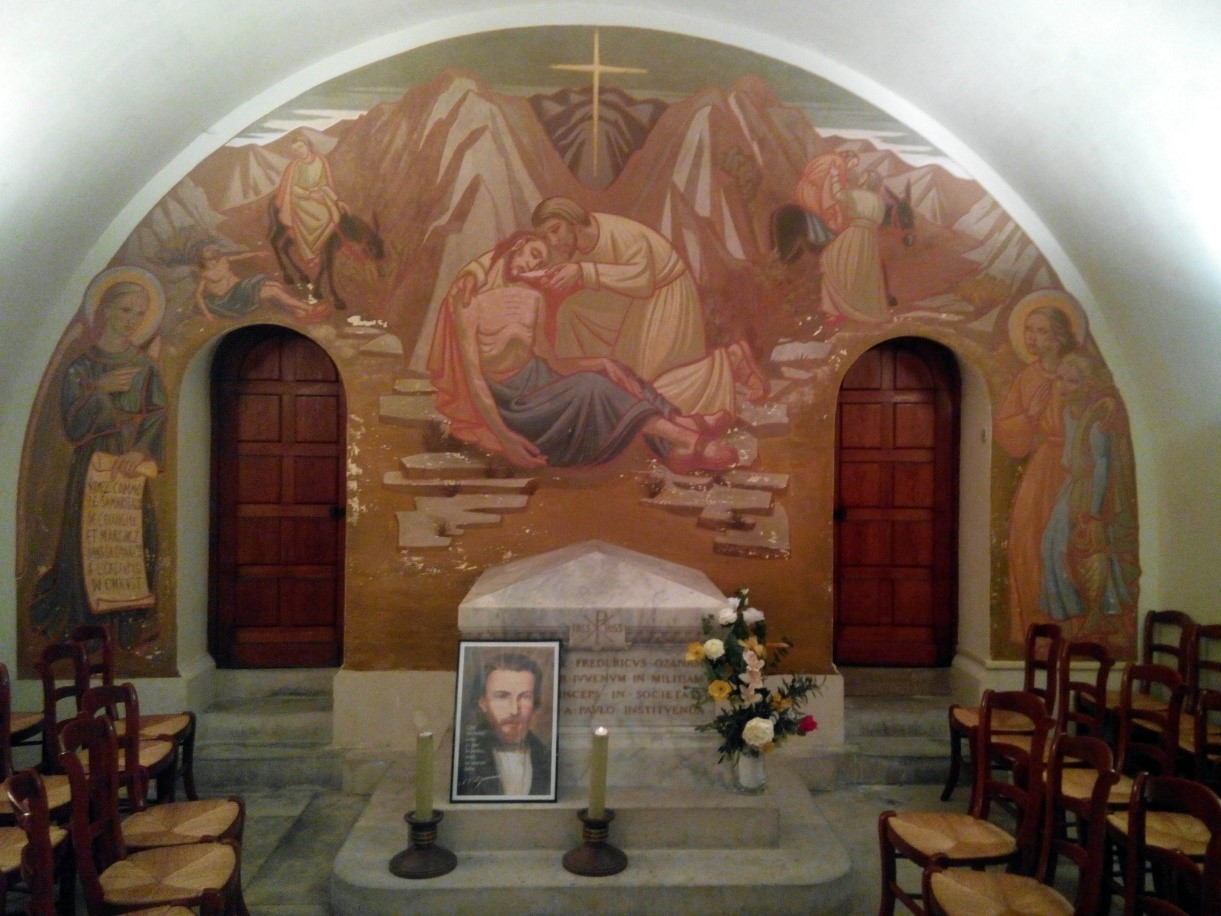
Cripta do Beato Antoine Frédéric Ozanam (Autor desconhecido)

Durante a Revolução de 1848, à qual se opôs, voltou durante um curto período ao jornalismo, sendo um dos fundadores do jornal L'Ere Nouvelle e de outros periódicos. Fez diversas viagens, estando em Inglaterra durante a Exposição Universal de 1851.
Caindo doente, demitiu-se das suas funções universitárias e partiu para Itália em busca de alívio. Faleceu em Marselha durante a viagem de regresso, em 8 de setembro de 1853, aparentemente de um problema renal.
Foi feito beato da Igreja Católica Romana pelo papa João Paulo II, em cerimônia solene realizada em Paris em 22 de Agosto de 1997.

### Obra publicada
Ozanam foi um dos principais intelectuais do movimento neocatólico em França durante a primeira metade do século XIX, distinguindo-se como um crítico literário e historiógrafo de referência. Envolvido nos principais movimentos sociais da sua época, era um defensor consciencioso da democracia cristã, pugnado para que a Igreja Católica Romana se adaptasse às condições sociais e políticas que tinham emergido da Revolução Francesa.
Nos seus escritos expõe as importantes contribuições históricas do cristianismo na formação da sociedade europeia, defendendo a posição de que a Igreja Católica, continuando a tradição romana, fora o mais importante fator na absorção dos povos bárbaros que invadiram a Europa nas grandes migrações dos povos bárbaros que marcaram o fim do Império Romano e na subsequente manutenção da organização social e da cultura greco-latina durante a Idade Média.
Confessava que o seu objetivo era provar a tese contrária à de Edward Gibbon. Ozanam teve um sucesso relativo no combate à ideia de que a Igreja Católica ao longo dos tempos tinha feito muito mais para escravizar o espírito dos povos do que para o elevar.
O seu conhecimento de literatura medieval, em especial francesa e italiana, e a forma como encarava a organização social e a vida cotidiana na Idade Média dão à sua obra uma qualidade excepcional, fazendo que ainda mantenha-se atual, após mais de 150 anos depois de sua publicação.
A sua obra completa foi publicada em 11 volumes (Paris, 1862-1865). Nela se inclui:
- Deux chanceliers d'Angleterre, Bacon de Verulam et Saint Thomas de Cantorbury (Paris, 1836);
- Dante et la philosophie catholique au XIIIeme siècle (Paris, 1839; 2.ª ed., revista pelo autor, em 1845);
- Études germaniques (2 vols., Paris, 1847-1849);
- Documents inédits pour servir a l'histoire de l'Italie depuis le VIII.eme siècle jusqu'au XIIeme (Paris, 1850)
- Les poètes franciscains en Italie au XIII.me siécle (Paris, 1852);
- A sua epistolografia está editada em várias línguas (a primeira edição em inglês é de A. Coates, London, 1886).

## Cronologia
- 1813 - Frédéric Ozanam nasce em Milão, a 23 de Abril, filho de Jean-Antoine e Marie Ozanam.
- 1815 - A família Ozanam muda-se para Lyon.
- 1829 - Experimenta uma fase de crise de fé com dúvidas constantes.
- 1831 - Ingressa na Universidade de Sorbonne, em Paris, para estudar Direito.
- 1833 - Funda com outros estudantes da Sorbonne a Conferência da Caridade, antecessora das Conferências Vicentinas.
- 1834 - Encabeça uma petição ao arcebispo de Lyon exigindo sermões mais relevantes.
- 1835 - A Conferência da Caridade é oficialmente redesignada Sociedade de São Vicente de Paulo.
- 1836 - Recebe o grau de doutor em direito com a tese Deux chanceliers d'Angleterre, Bacon de Verulam et Saint Thomas de Cantorbury (Paris, 1836).
- 1837 - Publica a obra As Origens da Lei Francesa; o pai falece.
- 1839 - Doutora-se em Literatura.
- 1840 - Nomeado professor de Direito Comercial em Lyon; falece a mãe.
- 1841 - Casa com Amélie Soulacroix, em Lyon.
- 1842 - Representa a Igreja Católica Romana em negociações com o Estado francês.
- 1844 - Nomeado para a cadeira de Literatura Estrangeira na Sorbonne.
- 1845 - Nasce a sua filha Marie. A Sociedade de São Vicente de Paulo é oficialmente reconhecida pelo papa Gregório XVI.
- 1847 - Publica a obra Estudos Alemães I.
- 1848 - Está entre os fundadores do jornal Ere Nouvelle, com Henri Dominique Lacordaire.
- 1849 - Publica a obra Estudos Alemães II.
- 1852 - Actua como mediador durante motins estudantis na Sorbonne.
- 1853 - Falece em Marselha, a 8 de Setembro, devido a doença renal
- 1855 - A obra Civilização no Quinto Século é publicada postumamente.
- 1989 - A Sociedade de São Vicente de Paulo americana funda a St. John's University, na cidade de New York.
- 1997 - Frédéric Ozanam é beatificado em Paris, no dia 22 de Agosto, pelo papa João Paulo II.